# 金城学院大学短期大学部
金城学院大学短期大学部（日语：／ Kinjo Gakuin Daigaku Tanki Daigakubu *）是过去一所位于日本爱知县名古屋市守山区的私立短期大学。

## 概要

### 简介
- 学校最早可以追溯到1889年[1]。短期大学为于1950年开办[1]、由学校法人金城学院经营、来源于美国人宣教师的基督教思想[2][1]。招生到2001年、正式停办于2004年[3]。

### 历史
- 1950年 金城学院大学短期大学部成立并同时设置两个学科即文科（日文专攻、英文专攻、社会专攻）、家政科（食物专攻、服饰专攻[注 3]、儿童专攻）[1]。
- 1953年 第二部成立于文科日文专攻、英文专攻、家政科服饰专攻[注 3]。
- 1960年 今年3月31日文科日文专攻、英文专攻、家政科服饰专攻[注 3]各自第二部停办[3]。
- 1966年 家政科儿童专攻改编为保育科[3][1]。
- 1992年 家政科改名为生活学科、服饰专攻[注 3]改编为生活造型专攻[1]。
- 1996年 文科两个专攻即日文专攻、社会专攻招生最后、次年停止招生（各自正式停办于1999年3月31日[3]）[1]。
- 2000年 文科英文专攻改编为英语科[3][1]。
- 2001年 短期大学招生最后、次年停止招生[3][1]。
- 2003年 今年3月18日保育科停办[3]。
- 2004年 今年7月27日短期大学正式停办[3]。

### 宪章
- 请参看金城学院大学短期大学部的标志 （日語） 2014年2月1日阅览。

## 学校环境
- 校区：在了爱知县名古屋市守山区

## 历任校长
- 市村与市：第一代短期大学校长[1]。
- 戸田安士：最后短期大学校长[1]

## 组织

### 学科
- 英语科
- 生活学科
  - 生活造型专攻
  - 食物专攻

### 前学科
- 家政科[注 2]
  - 食物专攻
  - 服饰专攻[注 3][注 4]
    - 第一部[注 4]
    - 第二部[注 5]

  - 儿童专攻[注 6]
- 文科
  - 日文专攻[注 7]
    - 第一部[注 8]
    - 第二部[注 5]

  - 英文专攻
    - 第一部[注 9]
    - 第二部[注 5]

  - 社会专攻[注 7]

### 专科
| - 没有 |

### 业余课程
| - 没有 |

## 知名校友
- とみたゆう子:歌手
- 佐藤夕子:政治人物
- 木下亚由美:演员
- 佐藤友美:女演员

## 相关链接
- 日本短期大学列表
- 金城学院大学：后来校